# مجموعه هنر اسلامی خلیلی

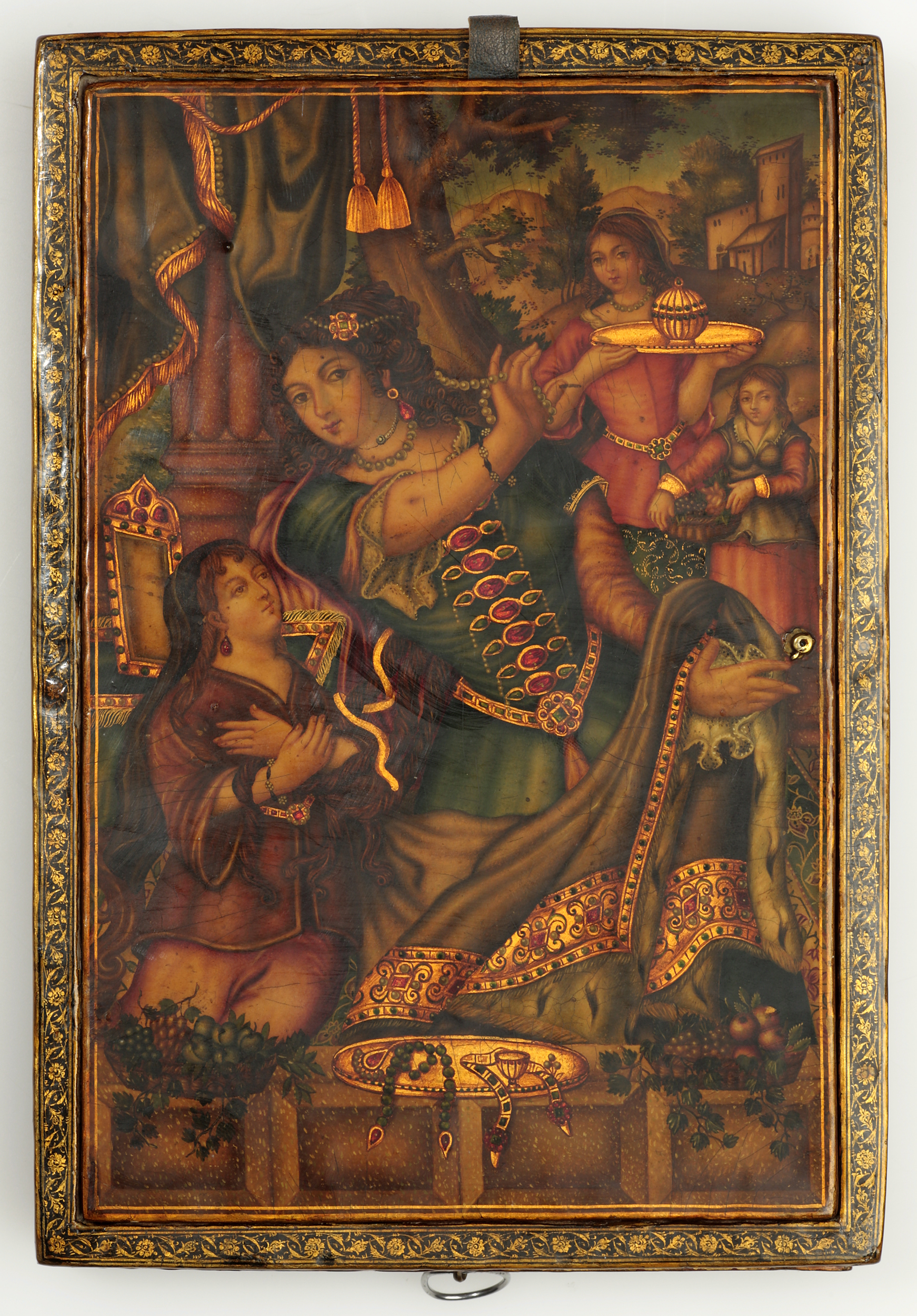
جعبه ساز لاکی، اصفهان، ۱۷۷۲ م

مجموعه هنر اسلامی خلیلی (انگلیسی: Khalili Collection of Islamic Art) شامل ۲۸۰۰۰ شی است که هنر اسلامی را در یک دوره تقریباً ۱۴۰۰ ساله، از ۷۰۰ پس از میلاد تا پایان قرن بیستم، مستند می‌کند. این بزرگ‌ترین مجموعه خلیلی است: هشت مجموعه گردآوری، نگهداری، انتشار و به نمایش گذاشته شده توسط محقق، مجموعه دار و بشردوست ایرانی-بریتانیایی ناصر دیوید خلیلی، که هر یک از مهم ترین‌ها در زمینه خود به‌شمار می‌روند. مجموعه خلیلی یکی از جامع‌ترین مجموعه‌های هنر اسلامی در جهان است و بزرگ‌ترین مجموعه خصوصی است.
این مجموعه علاوه بر نسخه‌هایی از قرآن و نسخ خطی کمیاب و مصور، شامل آلبوم و نقاشی‌های مینیاتوری، لاک، سرامیک، شیشه و کریستال سنگ، فلزکاری، سلاح و زره، جواهرات، فرش و منسوجات، بیش از ۱۵۰۰۰ سکه و عناصر معماری است. این مجموعه شامل برگه‌هایی از نسخه‌های خطی با مینیاتورهای ایرانی، از جمله شاهنامه بزرگ ایلخانی، شاهنامه شاه طهماسب و قدیمی‌ترین نسخه خطی تاریخ جهان جامع التواریخ است. در میان مجموعه‌های اسلحه و زرههای آن، یک زین طلای قرن سیزدهمی از زمان چنگیزخان وجود دارد.
این مجموعه سرامیک که حدود ۲۰۰۰ قطعه را شامل می‌شود، در سفال‌های آبی و سفید دوران تیموری و همچنین سفال‌های بامیان پیش از مغول قوی‌تر توصیف شده است. این مجموعه جواهرات شامل بیش از ۶۰۰ حلقه است. حدود ۲۰۰ شی مربوط به علم و طب اسلامی قرون وسطی است، از جمله ابزارهای نجومی برای جهت‌یابی به مکه، ابزار، ترازو، وزنه و «کاسه جادویی» که برای استفاده پزشکی در نظر گرفته شده است. از جمله ابزارهای علمی، یک کره آسمانی ساخته شده در سال‌های ۶–۱۲۸۵ و یک اسطرلاب قرن هفدهم به سفارش امپراتور مغول شاه جهان است.
نمایشگاه‌هایی که منحصراً از این مجموعه طراحی شده‌اند در گالری هنری نیو ساوت ولز در سیدنی، انستیتو دو موند عرب در پاریس و نیو کرک در آمستردام و همچنین در بسیاری از موزه‌ها و مؤسسات دیگر در سراسر جهان برگزار شده‌اند. نمایشگاهی در کاخ امارات در ابوظبی در سال ۲۰۰۸، در آن زمان، بزرگ‌ترین نمایشگاه هنر اسلامی بود که تا کنون برگزار شده است.
وال استریت ژورنال آن را بزرگ‌ترین مجموعه هنر اسلامی موجود توصیف کرده است. به گفته ادوارد گیبز، رئیس خاور میانه و هند در ساتبیز، این مجموعه بهترین مجموعه خصوصی است.